# Rupert Kroisleitner
Rupert Kroisleitner (* 1939 in Wenigzell) ist Augustiner-Chorherr (CRSA), emeritierter Propst des Augustiner-Chorherrenstiftes Vorau und Konsistorialrat.

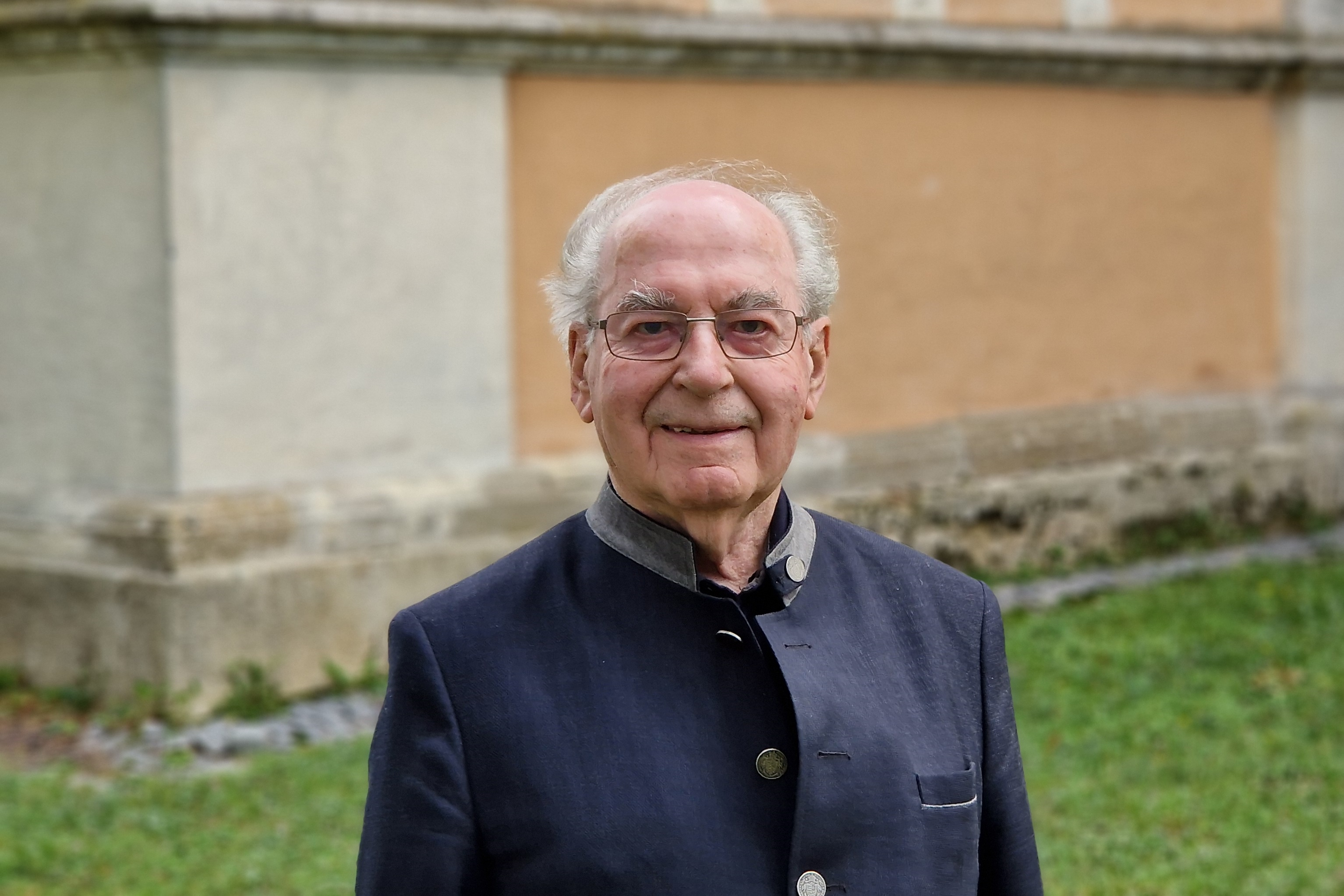
Rupert Kroisleitner

## Leben
Rupert Kroisleitner trat nach der Matura in das Stift Vorau ein. Am 3. Juli 1966 wurde er zum Priester geweiht. Am 16. Juli 1970 wurde er zum 54. Propst gewählt, ein Amt, das er bis 2000 ausübte. Nachdem er 2002 zum Stiftsdechanten ernannt worden war, war er im Konsistorium der Diözese Graz-Seckau, Vorsitzender der steirischen Ordenskonferenz und im Vorstand der Österreichischen Superiorenkonferenz. 2003 war er gemeinsam mit Erzabt Edmund Wagenhofer OSB Apostolischer Visitator des Prämonstratenser-Chorherrenstiftes Geras, da Abt Joachim Angerer vorgeworfen wurde, das Stift Geras durch großzügige Renovierungen in die Überschuldung geführt zu haben.
Er studierte Forstwirtschaft an der Universität für Bodenkultur Wien.

## Auszeichnungen
- Großes Goldenes Ehrenzeichen des Landes Steiermark
- 2006: Großes Silbernes Ehrenzeichen für Verdienste um die Republik Österreich[1]